# Ragheb Karchoud
Ragheb Karchoud (ar. راغب كرشود ;ur. 14 lipca 1988) – tunezyjski judoka. Startował w Pucharze Świata w 2010, 2015 i 2016. Brązowy medalista igrzysk afrykańskich w 2007 i mistrzostw Afryki w 2010 roku.